# Phare de Tendra
Le phare de Tendra (Херсонесский маяк) est un phare situé sur la Flèche de Tendra en mer Noire.

## Histoire
Ce phare a été construit en 1827.

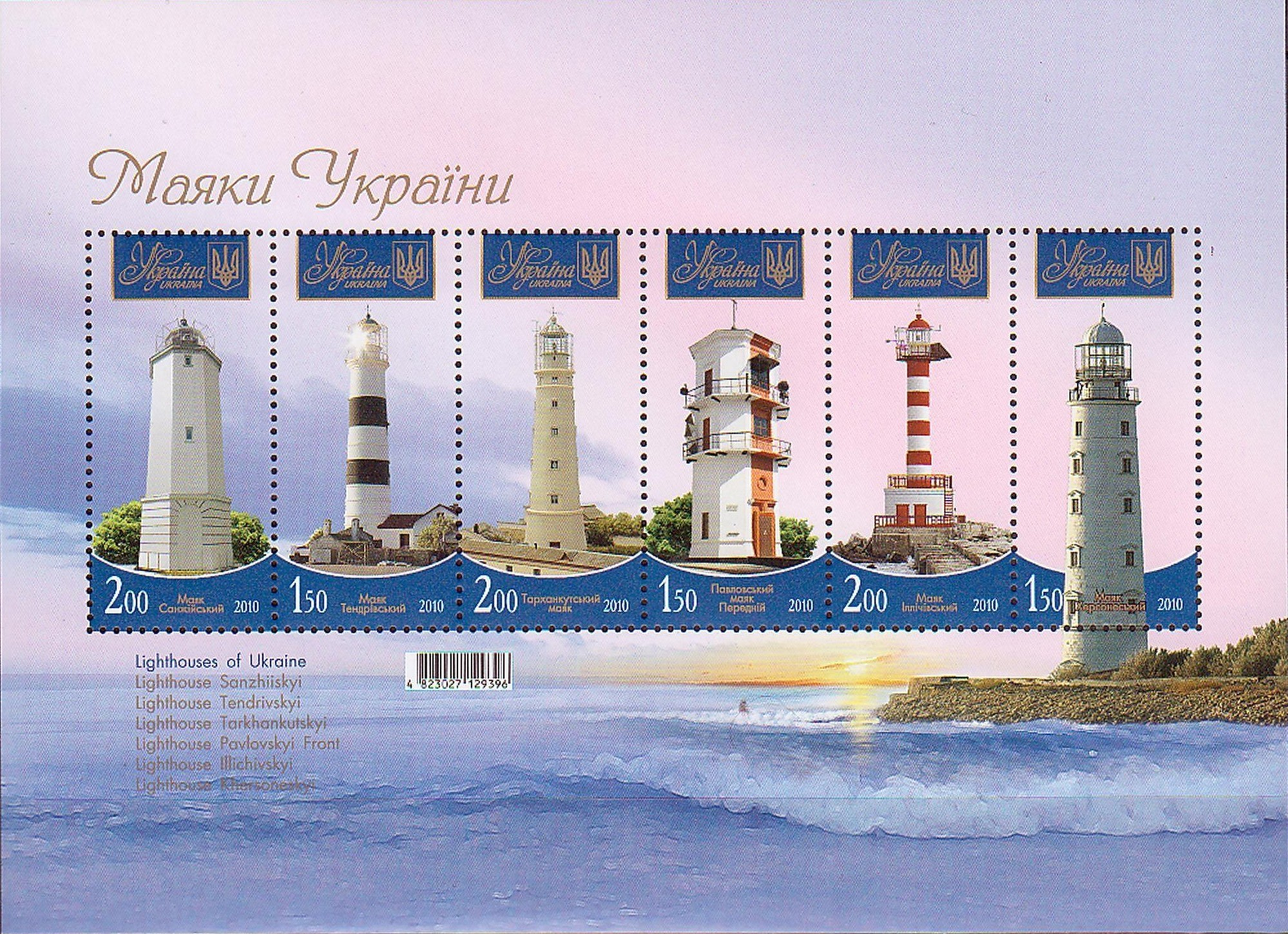
Sur une série de timbres ukrainiens, deuxième position depuis la gauche.